# Boulevard de Belleville
Pour les articles homonymes, voir Belleville.
Le boulevard de Belleville est une voie du 11e et du 20e arrondissement de Paris, en France.

## Situation et accès
Accès
Le boulevard de Belleville est principalement desservi par les lignes 2 et 11 à la station Belleville et par la ligne 2 aux stations Couronnes et Ménilmontant.
Les stations Vélib' les plus proches sont au 44 et 116 du boulevard de Belleville.
Voies rencontrées
- rue Étienne-Dolet
- rue des Maronites
- impasse Questre
- rue des Couronnes
- rue Jean-Pierre-Timbaud
- rue Bisson
- rue de la Fontaine-au-Roi
- rue Ramponeau
- rue de l'Orillon

- Le square du Nouveau-Belleville (20e), est une voie privée créée à l'intérieur d'un îlot délimité par la rue des Maronites et la rue des Colonnes dont l'une des extrémités aboutit au 30, boulevard de Belleville par une voie piétonnière et un escalier. Dissimulé du côté du boulevard derrière une barre d'immeuble et fermé par des grilles, ce square n'est pas accessible au public.

## Origine du nom
Le boulevard de Belleville porte le nom de l'ancienne commune de Belleville annexée par Paris en 1860.

## Historique
Le boulevard de Belleville se situe entre les limites de Paris d'avant 1860 et la commune annexée.
Anciennement, c'était  :
- à l'extérieur de l'ancien mur d'octroi :
  - le boulevard des Trois-Couronnes, pour la partie située entre les actuelles rues de Ménilmontant et des Couronnes ;
  - le boulevard de Belleville, pour la partie située entre les actuelles rues des Couronnes et de Belleville ;
- à l'intérieur de l'ancien mur d'octroi :
  - une partie de la place de la barrière de Ménilmontant  qui était située au débouché de l'actuelle rue Oberkampf ;
  - le chemin de ronde de Ménilmontant pour la partie située entre les actuelles rues Oberkampf et Jean-Pierre-Timbaud ;
  - le chemin de ronde des Trois-Couronnes pour la partie située entre les présentes rues Jean-Pierre-Timbaud et de l'Orillon ;
  - le chemin de ronde de Ramponneau pour la partie située entre les actuelles rues de l'Orillon et du Faubourg-du-Temple.

Après l'extension de Paris au-delà du mur des Fermiers généraux (loi du 16 juin 1859), un décret réunit en 1864 les anciens boulevards extérieurs, les chemins de ronde et les places des anciennes barrières. Le boulevard de Belleville absorbe alors les voies citées précédemment.

## Bâtiments remarquables et lieux de mémoire

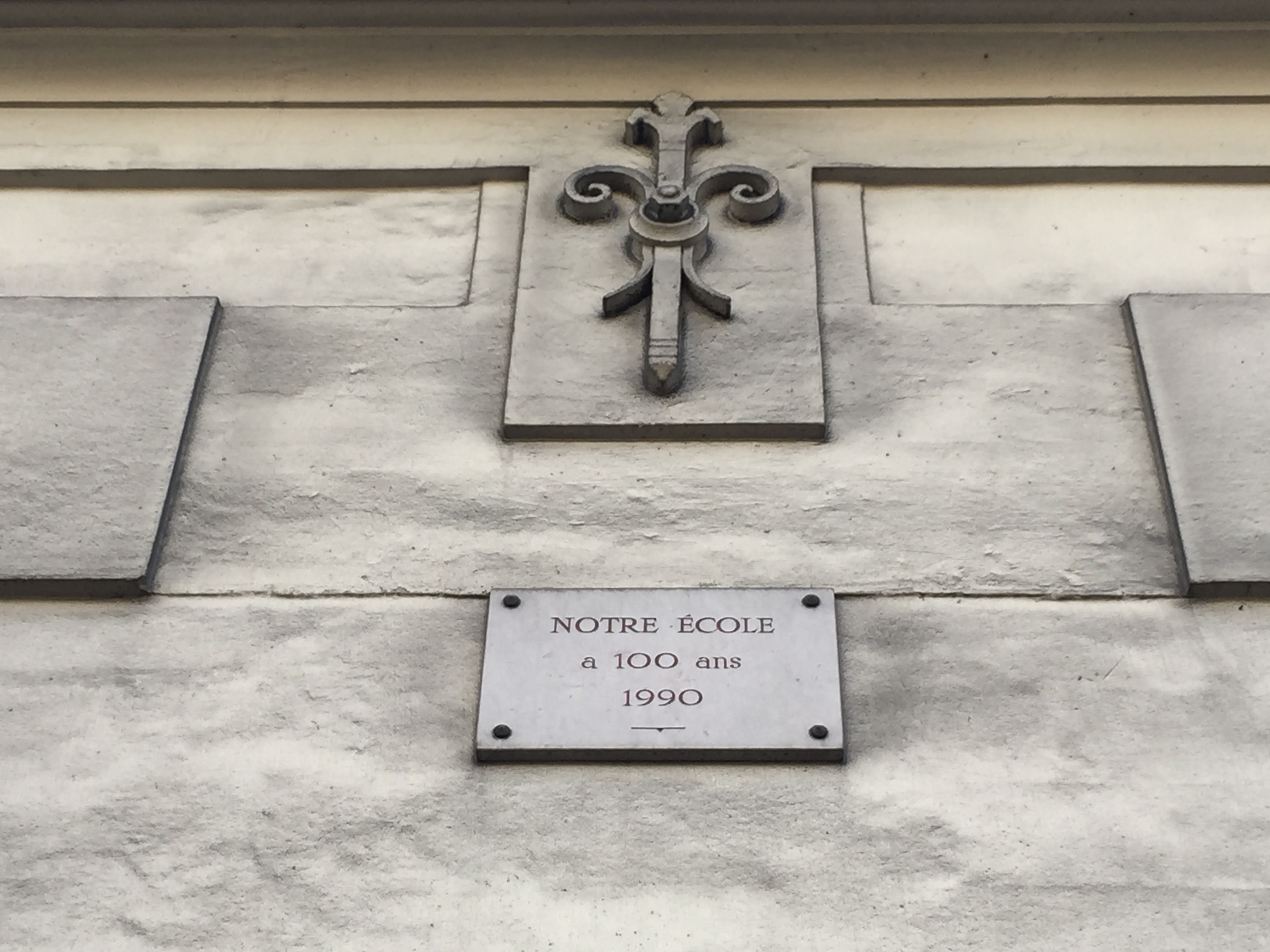
Nos 75-77 : école élémentaire, centenaire en 1990.

- No 4 : panneau « pelle » histoire de Paris : Barrière de Belleville ; sur le terre-plein en face : fontaine Wallace.
Entre 1907 et 1934, cinéma L'Épatant[2],[3].
- No 30 : escalier et voie piétonne formant l'une des issues du square du Nouveau-Belleville (1972), privé et non accessible au public, créé sur dalle à l'intérieur de l'ilot délimité par le boulevard et les rues des Maronites, du Pressoir et des Colonnes.

Entrée principale du parking public souterrain « Belleville - Ménilmontant ».
- No 37 : sur le terre-plein, face à ce numéro, entrée de la station « Couronnes » de la ligne 2 du métro de Paris sécurisée par un garde-corps Art nouveau dessiné par Hector Guimard. Dans cette station, la plus grande catastrophe du métro parisien provoque, en 1903, la mort par asphyxie de 84 personnes.
- No 55 : chapelle Notre-Dame-Réconciliatrice (1991-1993) construite par l'architecte Georges Pencreac'h, chapelle des Sri Lankais[4].
- Nos 61 et 63 : salle de concert et de théâtre Le Zèbre de Belleville.
- No 64 : Trésor public du 20e arrondissement, 1re division.
- No 73 : poste de Belleville.
- No 75 : école élémentaire pour filles.
- No 77 : école élémentaire pour garçons.
- N° 110 : maison de village construite au XVIIIe siècle[5].
- No 118 : synagogue Michkenot Yaacov, avec pour vocation l'accueil des Juifs de rite tunisien[6]. Anciennement un cinéma : le Cinématographe Parisien, fondé en 1905, renommé successivement Cinéma Gavroche, Ciné Bellevue puis Bellevue, fermé en 1989[2],[7].
- No 124/126 : maison (première moitié du XIXe siècle[8]) ayant pignon sur rue et présentant un étage sur rez-de-chaussée, sous combles. Après avoir été occupée pendant près de 130 ans par des établissements à vocation d'abord sociale et médicale, puis sociale et culturelle, elle est provisoirement fermée en 2019, en vue de sa rénovation. Elle a abrité :

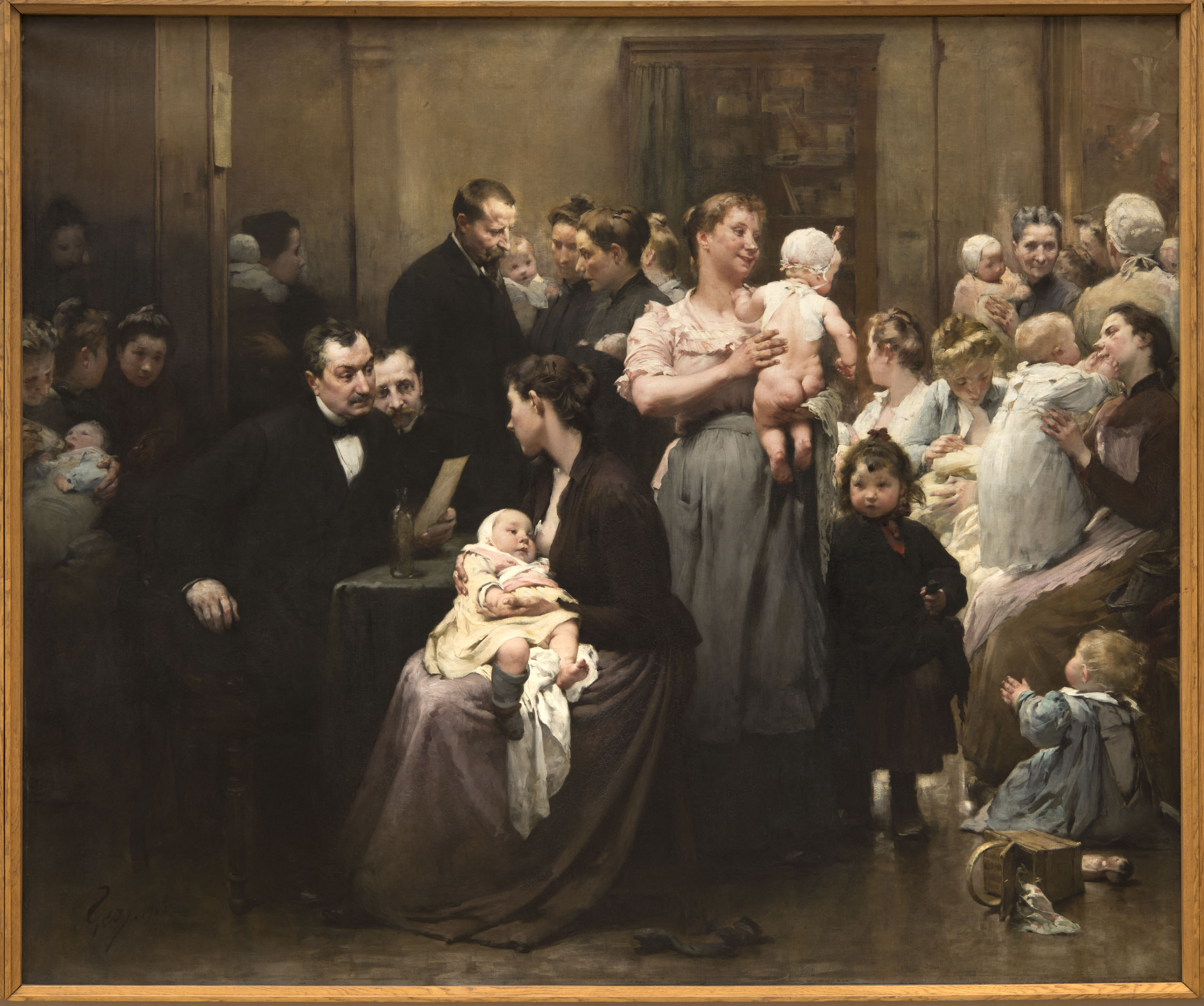
Jean Geoffroy, L'Œuvre de la goutte de lait au dispensaire de Belleville, 1903, triptyque, partie centrale.

— La Goutte de lait de Belleville (1894) créée par renommage du dispensaire de Belleville (1892), une œuvre de bienfaisance et de secours à la petite enfance et aux mères, fondée à l'initiative du Dr Gaston Variot (1855-1930) pour lutter contre le fléau de la mortalité des nourrissons. Elle est, avec La Goutte de lait de Fécamp (1894) du Dr Léon Dufour (1856-1928) l'une des fondations pionnières qui sont à l'origine du développement d'un vaste réseau d'établissements du même nom (plus de 200 en France, en 1912). Reconnue d'intérêt public en 1909, La Goutte de lait de Belleville poursuit son activité socio-médicale jusqu'en 1957 ;
— le CEDIAF — Centre d'information et d'accueil familial (1967) y établit son siège. Ce groupe, parrainé et soutenu par le Pr Robert Debré (1882-1978) est, en 1978, à l'origine des « jardineries, » (jardins d'enfants) et, entre autres, du centre social qui suit, avec lequel il partage les mêmes lieux ;
— le centre social Élisabeth (1972), créé et longtemps porté par le CEDIAF est un centre social classique proposant des activités et services divers aux habitants de tout âge, avec néanmoins une prévalence pour la famille et la petite enfance qui bénéficient d'une halte-garderie installée dans ses murs. Le centre change de nom dans les années 2000, et d'organisme de tutelle.
— la « Maison du Bas-Belleville » (?) est le nom choisi pour la nouvelle structure qui poursuit les actions du centre Élisabeth. En 2019, elle quitte provisoirement son lieu d'implantation historique dont la rénovation est projetée, et s'installe au 5, rue de Tourtille, où elle se trouve encore en 2023.
- No 128 : ancien cinéma Cocorico (1918-1976)[14],[15].

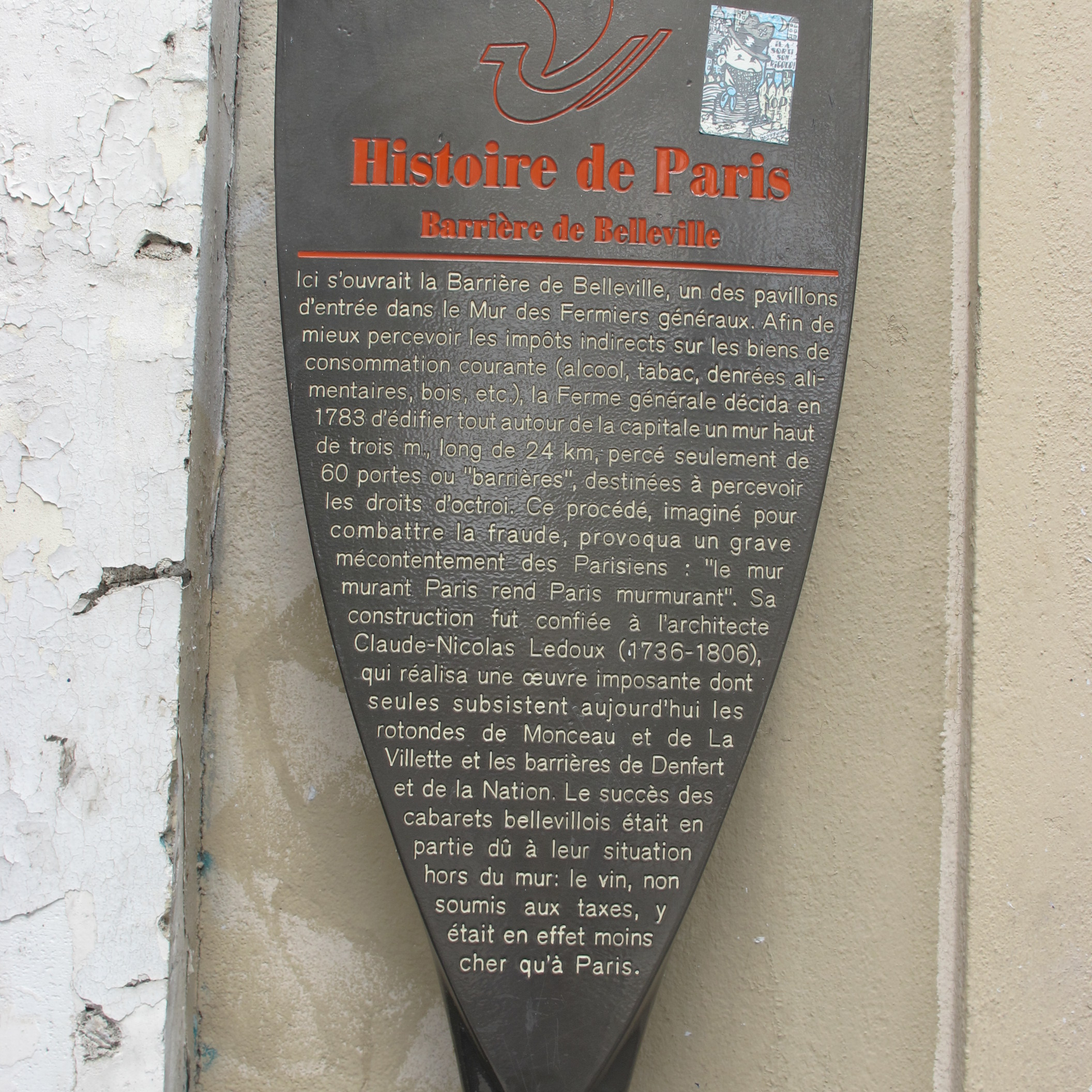
No 4 : Panneau Histoire Barrière de Belleville.
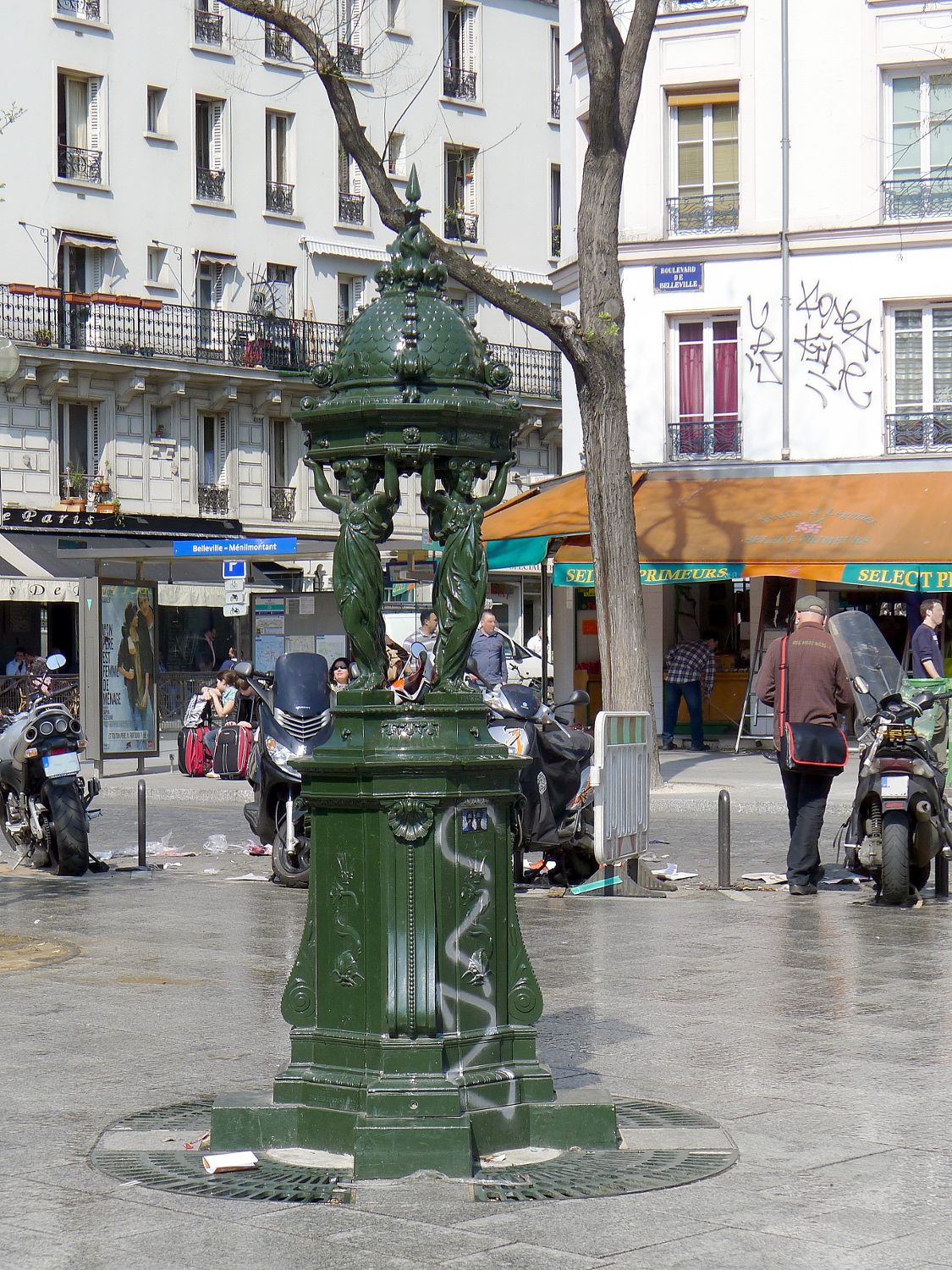
Face au no 4 ou 6 : fontaine Wallace.
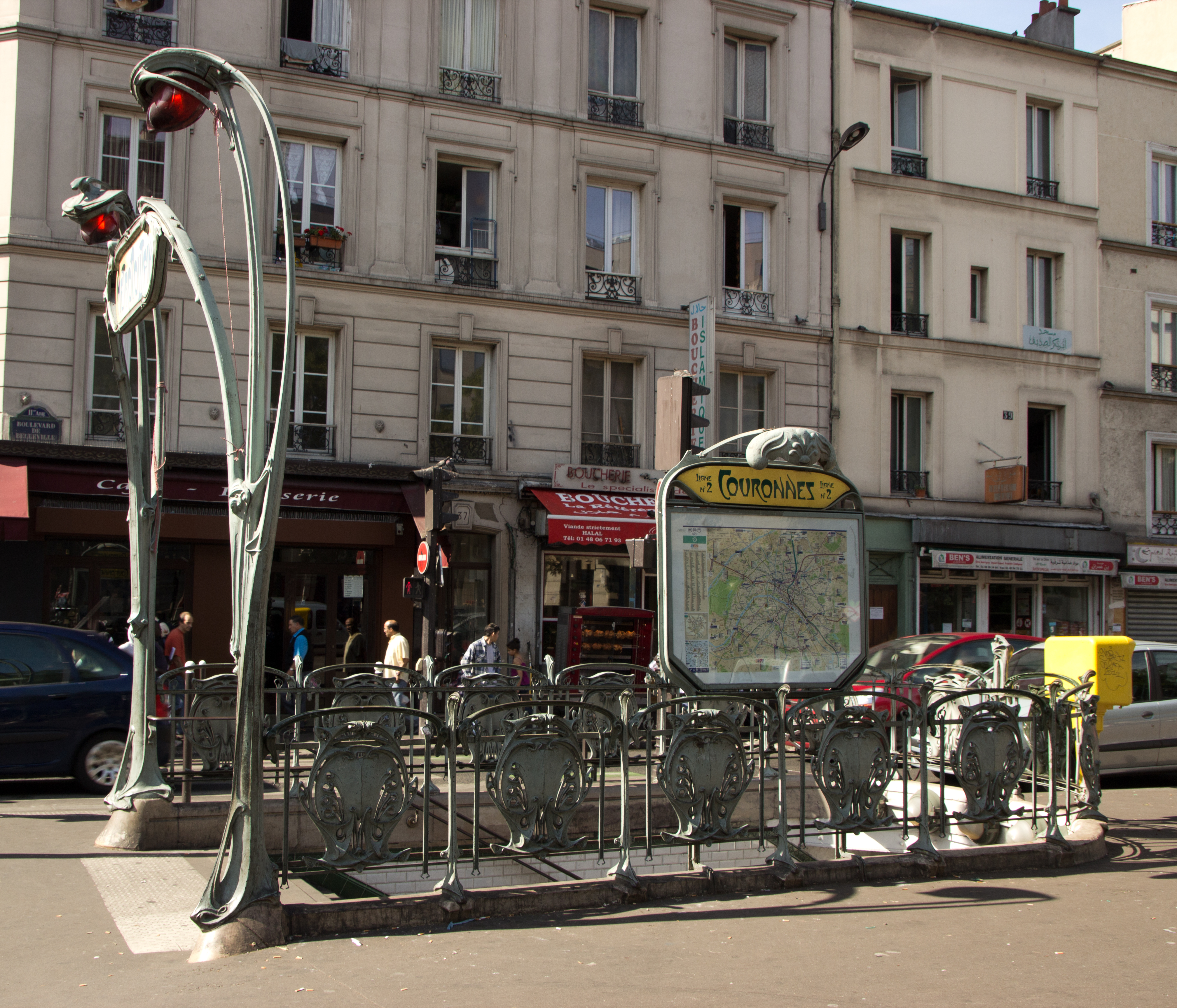
Face au no 37 : station de métro « Couronnes » avec édicule Guimard.
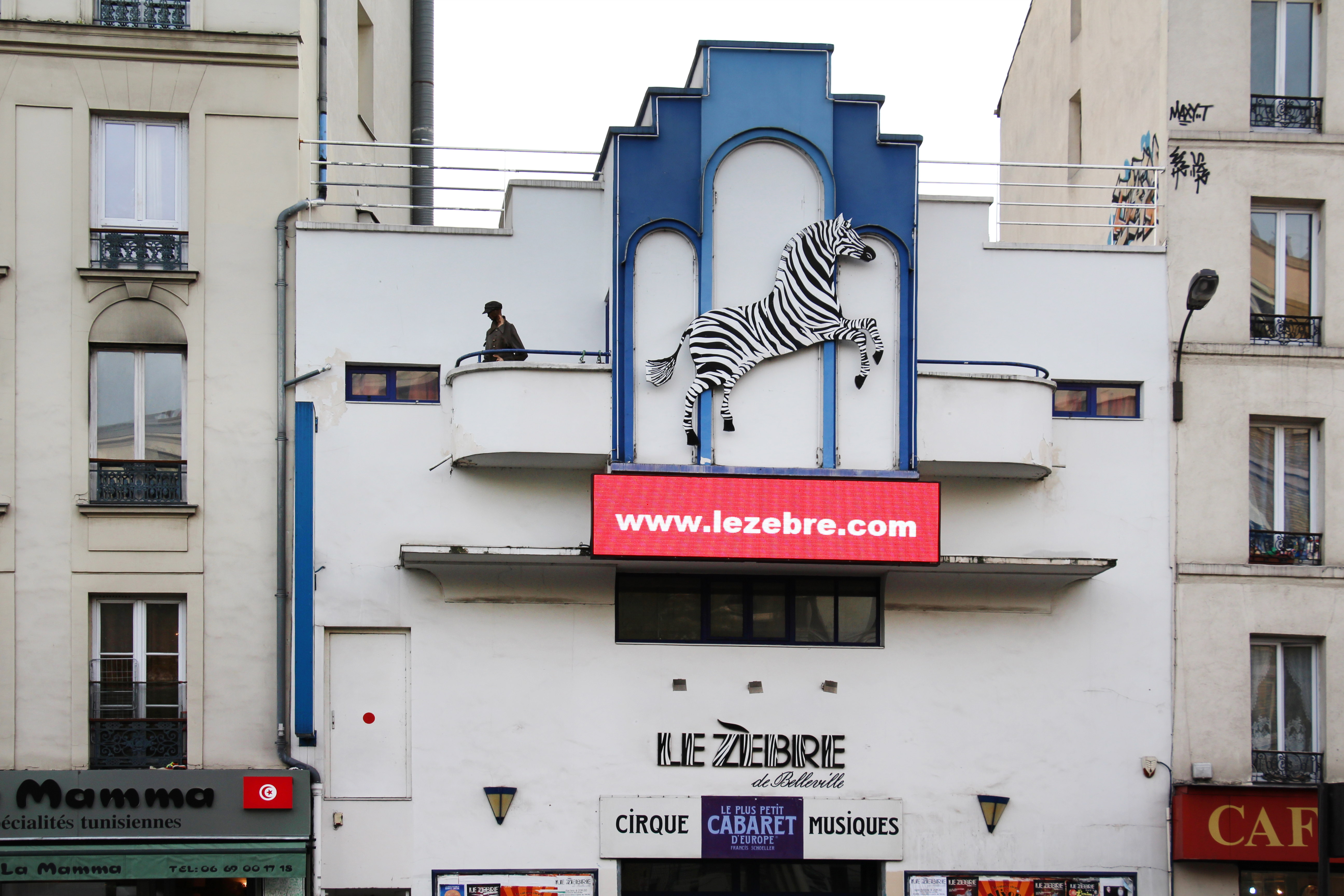
Nos 61 et 63 : Le Zèbre, cabaret-spectacle.
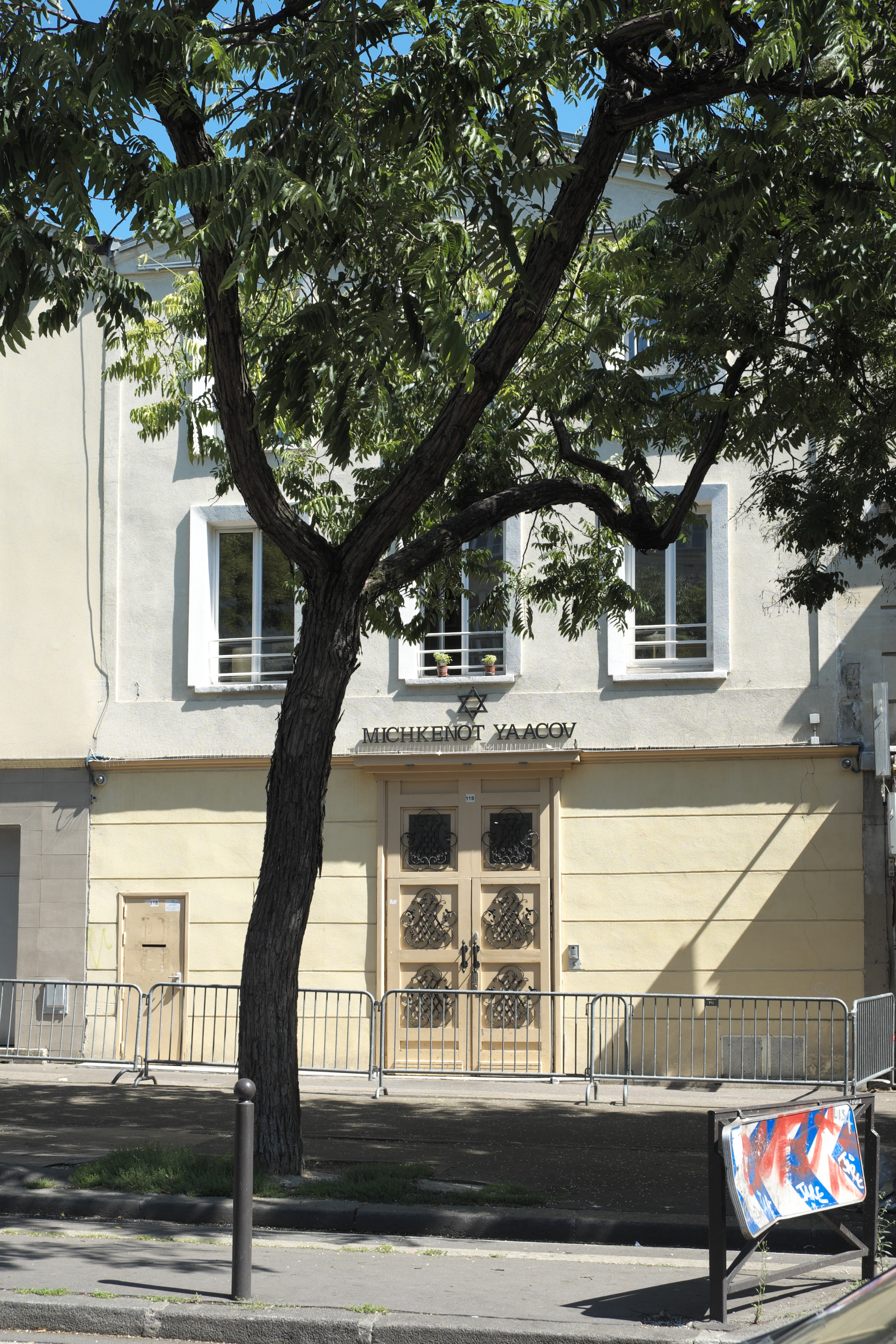
No 118 : synagogue Michkenot Yaacov.

### Jeu
Le boulevard de Belleville figure comme une case dans la version originale du jeu de société Monopoly. Il est connu comme étant la rue la moins chère depuis la conception du jeu en 1935 ; cela est toujours vrai en 2015 où le prix au mètre carré y est estimé à 6 331 euros.

### Autres sites internet
- L'Atelier du Boulevard de Belleville